# 김기섭 (1963년)
김기섭(1963년 ~ )은 대한민국의 기업인이다. 위스콘신 대학교 매디슨 박사학위를 받았으며 인텔, 삼성전자, 시놉시스 등에서 임원을 지내며 LSI 디자인 테크놀로지, EDA 및 DFM 관련 산업과 학계에서 일하고 있다.